# José Oswaldo Siqueira
José Oswaldo Siqueira (Três Pontas, 10 de maio de 1953) é um agrônomo, pesquisador e professor universitário brasileiro.
Comendador da Ordem Nacional do Mérito Científico e membro titular da Academia Brasileira de Ciências, José é professor emérito aposentado da Universidade Federal de Lavras e pesquisador titular do Instituto Tecnológico Vale.

## Biografia
José nasceu na cidade de Três Pontas, no sul de Minas Gerais, em 1953. É filho mais velho de quatro irmãos de José Segundo de Siqueira e Adélia Augusta dos Reis. Passou a infância na zona rural no município de Boa Esperança na localidade denominada Caixambu onde iniciou os estudos.
| “ | Nasci na cidade, mas fui criado na zona rural, onde aprendi a ler com todas as deficiências que a região tinha, as aulas às vezes eram num banco debaixo de uma moita de bambu. | ” |

Em 1962 transferiu-se para o Grupo Escolar Belmiro Braga, em Boa Esperança, indo morar com um tio, onde concluiu  o curso primário em 1964 e o curso ginasial na Escola Estadual Presidente Kennedy, em 1969. Já trabalhava nessa época na fazenda com os pais, tendo sido também engraxate, balconista, recepcionista e garçom de hotel em Boa Esperança. Na casa do tio convivia com vários primos mais velhos que já estavam na faculdade e José compreendeu que estudar era bem mais do que saber ler e escrever.
Em 1970 mudou-se para a cidade de Passos, onde estudou Química Industrial e frequentou o curso colegial, concluindo em 1972, com estágios técnicos em estações de tratamento de água, fábricas de cimento e usinas de açúcar e álcool da região. Foi selecionado para trabalhar como químico industrial, mas decidiu prosseguir os estudos e ingressou na Escola Superior de Agricultura de Lavras, em 1973, a atual Universidade Federal de Lavras.
Na graduação foi monitor de diversas disciplinas, bolsista de iniciação científica e professor de Química na Escola Normal Padre Júlio Maria, no Ginásio São José e na Faculdade de Ciências e Letras de Boa Esperança. Treinou com Espectrofotometria de Absorção Atômica no ICEX, da Universidade Federal de Minas Gerais (UFMG), ainda estudante, tornando-se instrutor em cursos sobre este tema, em disciplina optativa na ESAL.

## Carreira
Ao se formar foi contratado para dar continuidade aos estudos sobre o aproveitamento do Sienito Nefelínico (rocha potássica) como fertilizante na ESAL e em julho de 1977 foi contratado como professor colaborador para atividades de pesquisa e ministração de várias disciplinas da Ciência do Solo.
Em 1978 casou-se com Ângela Maria Menezes, com quem teve dois filhos. Em 1979, mudou-se para os Estados Unidos para aperfeiçoamento profissional, obtendo em 1981 o grau de mestre em agricultura e em 1983 o de doutor em Microbiologia do Solo, com concentração em Botânica e Fitopatologia, na Universidade da Flórida em Gainesville.
De volta ao Brasil, em 1983, começou a implantação de um programa de ensino e pesquisa em Microbiologia do Solo na ESAL, recebendo financiamentos de vários órgãos federais e internacionais. Dedicou-se aos aspectos do biotrofismo obrigatório dos fungos formadores das micorrizas arbusculares, uma simbiose radicular originada a aproximadamente 400 milhões de anos e de grande interesse evolucionário, ecológico e tecnológico, por exercer grande influência na sobrevivência, crescimento, nutrição e sanidade das plantas.
Estuda principalmente biodiversidade de grupos microbianos funcionais no solo, processos bioquímicos e impacto da degradação e de poluentes do solo. Foi o pesquisador com maior número de publicações na seção de Biologia do Solo da Revista Brasileira de Ciência do Solo, no período de 1977 a 1996. Entre 1989 e 1990 realizou estágio de pós-doutorado na Universidade Estadual de Michigan e em 2017 no Instituto de Tecnologia de Massachusetts.
Aposentado da Universidade Federal de Lavras em 2011, ingressou como pesquisador titular no Instituto Tecnológico Vale Mineração, onde coordenou pesquisas na área de Tecnologia de Produção de Fertilizantes por três anos. Em abril de 2014 assumiu a Diretoria Científica do Instituto Tecnológico Vale Desenvolvimento Sustentável, unidade de pesquisa do grupo Vale localizada em Belém, no Pará, onde atua até o presente momento.
É autor e co-autor de mais de 500 publicações, sendo 193 artigos científicos em periódicos indexados do país e do exterior, além de vários livros e capítulos e quatro patentes registradas, sendo três nos Estados Unidos (1991/1992) e uma em Taiwan(1993).